# Eugen Schönebeck
Eugen Schönebeck (* 1936 in Heidenau bei Dresden) ist ein deutscher Maler.

## Leben
An der Meisterschule für Angewandte Kunst in Ost-Berlin begann er 1954 seine künstlerische Ausbildung in der Klasse für Großflächenmalerei, wechselte 1955 nach einem Semester jedoch nach West-Berlin, wo er bis 1961 an der Hochschule für Bildende Kunst, der heutigen Universität der Künste Berlin, bei Hans Jaenisch und Hans Kuhn studierte. Dort kam er mit Georg Kern, später als Georg Baselitz bekannt, zusammen, mit dem er 1961 das später so genannte 1. Pandämonische Manifest präsentierte. Beide Künstler lehnten sich darin gegen die etablierten modernen Kunstformen auf, beriefen sich auf Künstler wie Antonin Artaud, Samuel Beckett, Louis Ferdinand von Rayski oder Dado Miodrag Djuric und bekräftigten dies 1962 in ihrem 2. Pandämonischen Manifest, dem eigentlichen Pandämonium, wonach ihre Zusammenarbeit endete. Im selben Jahr hatte Schönebeck seine zweite Einzelausstellung in Berlin.
Eugen Schönebecks Suche nach einem eigenen expressiven Malstil ließ ihn sich mit den Ursachen und Folgen des nationalsozialistischen Deutschlands, in dem die Gegenständlichkeit in der Kunst gefordert gewesen war, ebenso auseinandersetzen wie mit christlichen Werten und sozialistischen Ideen. Eine Erneuerung der Gesellschaft mithilfe der Kunst, vor allem der figurativen, öffentlich wirksamen Malerei als revolutionärer Geste, waren Triebfeder und Bezug seiner intensiven Auseinandersetzung und erkennbar im Ringen mit dem Motiv. Seine Erkenntnisse verarbeitete er in Serien wie den Vier Kreuzigungen (1963/64) und Bildern wie Der wahre Mensch (Sammlung Prinz Franz von Bayern, Bayerische Staatsgemäldesammlungen). Die Werke Lenin, Pasternak, Trotzki, Majakowski und Mao Tse-Tung aus dem Jahre 1965 gehören heute zur Sammlung Frieder Burda (Baden-Baden).
Als er völlig überraschend im Jahr 1967 seine Laufbahn als Bildender Künstler beendete und sich aus der Öffentlichkeit zurückzog, hatte er rund 80 Ölgemälde und an die 800 Zeichnungen in den wenigen Jahren seines aktiven Künstlerlebens geschaffen. Seit 2014 bereitet die Galerie Juerg Judin in Berlin das Werkverzeichnis der Papierarbeiten Schönebecks vor, das dessen Zeichnungen, Aquarelle, Druckgrafiken und Plakate versammeln wird. Damit soll erstmals ein Überblick über das umfangreiche wie vielfältige Schaffen gegeben werden.
Seine Bilder wurden weiterhin öffentlich präsentiert, wenn die Ausstellungen die Entwicklung der deutschen Kunst nach 1945 zum Thema hatten, so 1973 in der Staatlichen Kunsthalle in Baden-Baden, 1977 auf der documenta 6 in Kassel, 1990 auf der Biennale Venedig, 1996 im Centre Pompidou in Paris oder weltweit in der Schweiz, Griechenland, Italien, Großbritannien und den USA.
1992 wurde Eugen Schönebeck in Berlin mit dem Fred-Thieler-Preis für Malerei ausgezeichnet.

## Einzelausstellungen
- 1961: Manifest-Ausstellung (später: 1. Pandämonisches Manifest) zusammen mit Georg Baselitz, Schaperstraße 22, Berlin
- 1962: Galerie in den Hilton-Kolonnaden, Berlin
- 1965: Galerie Benjamin Katz, Berlin
- 1973: Internationale Informations- und Kunstmarkt, Düsseldorf
- 1973: Galerie Abis, Berlin
- 1986: Galerie Silvia Menzel, Berlin
- 1987: Galerie Jule Kewenig, Frechen-Baden
- 1992: Berlinische Galerie, Berlin
- 1992: Kestner-Gesellschaft, Hannover
- 2011: Schirn Kunsthalle Frankfurt[2]
- 2012: Galerie Nolan Judin, Berlin
- 2024: Hall Art Foundation, Derneburg[3]

## Ausstellungsbeteiligungen
- 1965: Große Berliner Kunstausstellung, Berlin
- 1966: Das Portrait, München
- 1966: Galerie Stummer und Hubschmidt, Zürich
- 1967: Galerie Motte, Genf, Mailand, Paris
- 1967: Junge Berliner Maler, Goethe-Institut, Athen
- 1967: Galerie Hansen, Dänemark
- 1969: Sammlung Ströher, Nationalgalerie Berlin
- 1969: Städtische Kunsthalle Düsseldorf
- 1969: Kunsthalle Bern
- 1972: Zeichnungen II, Städtisches Museum Leverkusen, Schloss Morsbroich
- 1973: 14 mal 14, Staatliche Kunsthalle, Baden-Baden
- 1973: Das neue Portrait I u. II, Galerie Abis, Berlin
- 1974: 1. Biennale Berlin
- 1974: Galerie Abis, Berlin
- 1974: Galerie Böttcherstraße, Bremen
- 1974: Produzentengalerie Hacker, Berlin
- 1975: Goethe-Institut, Rio de Janeiro
- 1975: 8 from Berlin, Edinburgh, Berlin, Köln
- 1977: documenta 6, Kassel
- 1978: Akademie der Künste, Berlin
- 1980: Der gekrümmte Horizont – Kunst in Berlin 1945–1967, Akademie der Künste, Berlin
- 1980: Zeichen des Glaubens – Geist der Avantgarde, Orangerie, Schloss Charlottenburg, Berlin
- 1981: Schilderkunst in Duitsland 1981 / Peintre en Allemagne, Palais des Baux-Arts, Brüssel
- 1984: Aufbrüche, Manifeste, Manifestationen, Städtische Kunsthalle, Düsseldorf
- 1985: Karl-Hofer-Gesellschaft, Berlin
- 1985: German Art in 20th Century, Royal Academy of Arts, London
- 1945–1985: Kunst in der Bundesrepublik Deutschlands, Nationalgalerie Berlin
- 1987: Der unverbrauchte Blick, Martin-Gropius-Bau, Berlin
- 1987: Berlin Art, The Museum of Modern Art, New York
- 1987: 3 Generationen, Galerie Silvia Menzel, Berlin
- 1987: Säulen, Galerie Silvia Menzel, Berlin
- 1987: Momentaufnahmen, Staatliche Kunsthalle, Berlin
- 1988: Die Farbe Blau, Galerie Silvia Menzel, Berlin
- 1989: Refigured Painting – The German Image 1960–1988, Solomon R. Guggenheim Museum, New York; The Toledo Museum of Art, Toledo/Ohio; Williams College Museum of Art, Williamstown/Massachusetts; Kunstmuseum Düsseldorf; Schirn Kunsthalle, Frankfurt a. M.
- 1989: Bilderstreit. Widerspruch, Einheit und Fragment in der Kunst seit 1960, Museum Ludwig in den Rheinhallen der Kölner Messe, Köln
- 1990: Ambiente Berlin, Biennale di Venezia, Venedig
- 1994: Körperbilder-Menschenbilder, Hygiene-Museum, Dresden
- 1994: Der Riss im Raum, Martin-Gropius-Bau, Berlin
- 1996: Face à l’Histoire, Centre Pompidou, Paris
- 1997: deutschlandbilder, Martin-Gropius-Bau, Berlin
- 2006: FASTER! BIGGER! BETTER!; und parallel: totalstadt. beijing case, ZKM – Museum für Neue Kunst, Karlsruhe (angelegt als Hommage zum 70. Geburtstag!)